# Лугове (Каменський район)
Лугове́ (рос. Луговое) — село у складі Каменського району Алтайського краю, Росія. Адміністративний центр Плотниковської сільської ради.

## Населення
Населення — 824 особи (2010; 1091 у 2002).
Національний склад (станом на 2002 рік):
- росіяни — 92 %